# NGC 5999
NGC 5999 (również OCL 946 lub ESO 178-SC1) – gromada otwarta znajdująca się w gwiazdozbiorze Węgielnicy. Odkrył ją James Dunlop 8 maja 1826 roku. Jest położona w odległości ok. 6,7 tys. lat świetlnych od Słońca.